# Myitkyina
Myitkyina (birman : မြစ်ကြီးနားမြို့, transcrit : mrac kri: na: mrui, mitʃ ə nə) est la capitale de l'État de Kachin, dans le nord de la Birmanie.

## Géographie
Elle se trouve à 1 480 km de Rangoon, ou 785 km de Mandalay. Son nom signifie Près de la Grande Rivière : elle se trouve sur la rive droite de l'Irrawaddy, à une quarantaine de kilomètres de Myitsone, le lieu de confluence de ses deux principaux tributaires, le Mali Hka et la N'mai Hka. C'est le port et la station de chemin de fer les plus septentrionales du pays.
Sa population est d'environ 150 000 habitants.
La population est un mélange de Kachins, de Shans, de Birmans, de Chinois et d'Indiens. Elle est majoritairement bouddhhiste. Le riz parfumé produit près de Myitkyina, appelé khat cho, est considéré comme le meilleur de Birmanie.[citation nécessaire]

## Histoire
Au cours de la Seconde Guerre mondiale, Myitkyina fut prise par les Japonais. Elle fut reprise par les forces alliées du général Joseph Stilwell après un long siège et d'importants combats de la Force X et des Merrill's Marauders américains contre la 33e armée japonaise du général Masaki Honda. La ville était d'importance stratégique, non seulement à cause de son port et de sa voie de chemin de fer, mais aussi de son aérodrome et parce qu'elle était située sur le tracé prévu pour la route destinée à approvisionner Kunming à partir de Ledo, dans l'Assam.

## Aujourd'hui
Capitale de l'État, Myitkyina en est aussi la ville la plus importante, avec une population estimée à 150 000 habitants. Le jinghpo y est la langue habituelle, mais tout le monde comprend le birman. Il y a deux grands marchés, une université, une école normale, une école d'infirmières, une école d'informatique, des séminaires chrétiens et d'autres établissements d'enseignement affiliés à des séminaires, notamment le Kachin Theological College-Nawng Nan.
Les religions principales sont le christianisme et le bouddhisme. L'animisme, l'hindouisme et l'islam sont également pratiqués.
Les étrangers peuvent maintenant se rendre à Myitkyina sans autorisation préalable.

## District de Myitkyina
Myitkyina est aussi le chef-lieu d'un des trois districts de l'État.

## Cultes

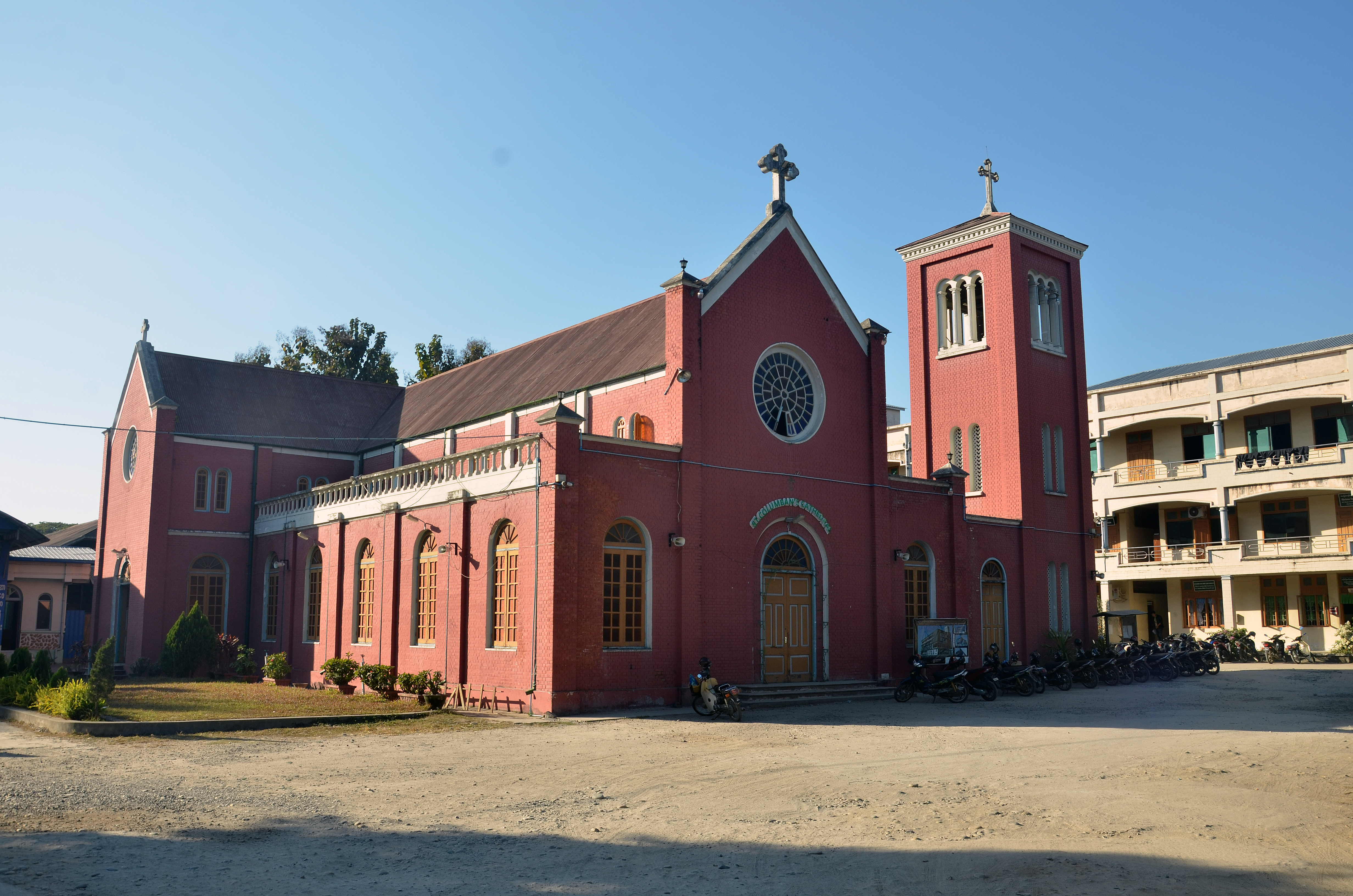
Vue de la cathédrale Saint-Colomban.

La cathédrale catholique Saint-Colomban est le siège du diocèse de Myitkyina, érigé en 1939.